# SC Ruhpolding
SC Ruhpolding – niemiecki klub narciarski z miasta Ruhpolding.  
Klub zrzesza skoczków narciarskich, biegaczy narciarskich, narciarzy alpejskich i biathlonistów. Do zawodników klubu należą m.in. Andreas Wellinger, Ricco Groß, Simon Steinbeißer i Julian Fussi. 
Pod opieką klubu znajduje się kompleks skoczni narciarskich Chiemgau Arena.